# 臼井久和
臼井 久和（うすい ひさかず、1940年6月27日 - ）は、日本の日本の政治学者。国際政治学・平和学を専攻。獨協大学名誉教授、フェリス女学院大学名誉教授。

## 来歴
神奈川県平塚市生まれ。学習院大学政経学部卒業。旧・東京都立大学大学院社会科学研究科修士課程修了、一橋大学大学院法学研究科博士課程単位取得退学。獨協大学法学部専任講師・助教授・教授、フェリス女学院大学文学部教授、同大学国際交流学部教授、中央大学法学部教授を務める。

## 著書

### 共編著
- （細谷千博）『国際政治の世界――第二次大戦後の国際システム変容と将来の展望』有信堂高文社, 1981、増補改訂版、1986
- （武者小路公秀）『転換期世界の理論的枠組み（1）国家間関係と政策決定』有信堂高文社, 1987
- （武者小路公秀）『転換期世界の理論的枠組み（2）脱国家的イシューと世界政治』有信堂高文社, 1987
- （内田孟男）『新国際学――混沌から秩序へ（1）地球社会の危機と再生』有信堂高文社, 1990
- （内田孟男）『新国際学――混沌から秩序へ（2）多元的共生と国際ネットワーク』有信堂高文社, 1991
- （宮里政玄）『新国際政治経済秩序と日米関係』同文舘出版, 1992
- （綿貫礼子）『地球環境と安全保障』、有信堂高文社, 1993
- （細谷千博）『国際政治の世界――21世紀国際システムの展望』有信堂高文社, 1993
- （高瀬幹雄）『民際外交の研究』三嶺書房, 1997
- （星野昭吉）『平和学』三嶺書房, 1999
- （星野昭吉）『世界政治学』三嶺書房, 1999
- （高瀬幹雄）『環境問題と地球社会』有信堂高文社, 2002
- （馬橋憲男）『新しい国連――冷戦から21世紀へ』有信堂高文社, 2004

### 訳書
- G・D・H・コール『社会主義とファシズム』ダイヤモンド社, 1974
- R・E・ニュースタット, E・R・メイ『ハーバード流歴史活用法――政策決定の成功と失敗』三嶺書房 1996
- デイヴィッド・ヘルド, アンソニー・マグルー, デイヴィッド・ゴールドブラット, ジョナサン・ペラトン『グローバル・トランスフォーメーションズ――政治・経済・文化』古城利明,滝田賢治,星野智と訳者代表、中央大学出版部, 2006